# Manfred Bomm
Manfred Bomm (* 8. August 1951 in Geislingen an der Steige) ist ein deutscher Journalist und Schriftsteller.

## Leben und Wirken
Manfred Bomm besuchte in Eybach und Geislingen die Schule und absolvierte zunächst eine kaufmännische Ausbildung in Ulm. Nach einem Volontariat bei der Neuen Württembergischen Zeitung (NWZ) in Göppingen arbeitete er jahrelang als Journalist und Polizeireporter in seiner Heimatregion und berichtete unter anderem über Gerichtsverhandlungen und kommunalpolitische Themen. Als Schriftsteller verfasst er sozialkritische Kriminalromane, die meist im südwestdeutschen Raum spielen – ausgehend vom Landkreis Göppingen zwischen Ulm und Stuttgart. Dort ist seine Serienfigur angesiedelt, der Kriminalhauptkommissar August Häberle. Bomms Kriminalromane orientieren sich vielfach an aktuellen Ereignissen und er lässt dabei seine Erfahrungen aus seiner journalistischen Arbeit einfließen. Nach dem Abschluss der Häberle-Serie schreibt er weitere Kriminalgeschichten über den pensionierten Kommissar –  mit Bezug zu sozialen und gesellschaftskritischen Themen.
Bomm hat zudem einige Wanderbücher verfasst, insbesondere zur östlichen Schwäbischen Alb. Ein weiteres Buch befasst sich auf humorvolle Weise mit den Eigenarten der Schwaben (Schwaben mit Leib und Seele). 2022 erschien der Roman Eine Minute nach zwölf, in dem die Bewahrung der Schöpfung im Mittelpunkt steht. Sein Sachbuch „Seelenvermächtnis“ ist eine Dokumentation über einen nahe Ulm lebenden Mann, der sich auf unerklärliche Weise an ein früheres Leben erinnern kann – und dazu sogar ein Dokument findet.
Bomm lebt in Eybach, einem Stadtteil von Geislingen an der Steige.

## Werke

### Belletristik
- Schwaben mit Leib und Seele. Über Kaos-Duo, Gott und die Welt. Manuela Kinzel Verlag, Dessau 2003, ISBN 3-934071-33-3.
- Der kleine Hosenfresser. Satirische Betrachtung zur aktuellen Lage. 2021, ISBN 979-8-7208-7405-6.
- Die große Chaos AG. Master of Desaster. Books on Demand, Norderstedt 2021, ISBN 978-3-7534-9097-7.
- Nur mal kurz zum Nachdenken. Stammtischgeschwätz über Gott und die Welt. Books on Demand, Norderstedt 2021, ISBN 978-3-7543-3190-3.
- Grüß Gott im Ländle. Kleine Geschichten durchs ganze Jahr; besinnlich, humorvoll und satirisch. Books on Demand Norderstedt 2022, ISBN 978-3-7568-1361-2

### Kriminalromane
mit Kriminalhauptkommissar August Häberle
- Himmelsfelsen. Kriminalroman. Gmeiner-Verlag, Meßkirch 2004, ISBN 3-89977-612-7.
- Irrflug. Kriminalroman. Gmeiner-Verlag, Meßkirch 2004, ISBN 3-89977-621-6.
- Trugschluss. Der 3. (sehr außergewöhnliche) Fall für August Häberle. Gmeiner-Verlag, Meßkirch 2005, ISBN 3-89977-632-1.
- Mordloch. Der 4. Fall für August Häberle. Gmeiner-Verlag, Meßkirch 2005, ISBN 3-89977-646-1.
- Schußlinie. Der 5. Fall für August Häberle. Gmeiner-Verlag, Meßkirch 2006, ISBN 3-89977-664-X.
- Beweislast. Der sechste Fall für August Häberle. Gmeiner-Verlag, Meßkirch 2007, ISBN 978-3-89977-705-5.
- Schattennetz. Der siebte Fall für August Häberle. Gmeiner-Verlag, Meßkirch 2007, ISBN 978-3-89977-731-4.
- Notbremse. Der achte Fall für August Häberle. Gmeiner-Verlag, Meßkirch 2008, ISBN 978-3-89977-755-0.
- Glasklar. Der neunte Fall für August Häberle. Gmeiner-Verlag, Meßkirch 2009, ISBN 978-3-89977-795-6.
- Kurzschluss. Der zehnte Fall für August Häberle. Gmeiner-Verlag, Meßkirch 2010, ISBN 978-3-8392-1049-9.
- Blutsauger. Der elfte Fall für August Häberle. Gmeiner-Verlag, Meßkirch 2011, ISBN 978-3-8392-1114-4.
- Mundtot. Der zwölfte Fall für August Häberle. Gmeiner-Verlag, Meßkirch 2012, ISBN 978-3-8392-1247-9
- Grauzone. Der dreizehnte Fall für August Häberle. Gmeiner-Verlag, Meßkirch 2013, ISBN 978-3-8392-1385-8.
- Machtkampf. Der vierzehnte Fall für August Häberle. Gmeiner-Verlag, Meßkirch 2014, ISBN 978-3-8392-1515-9.
- Lauschkommando. Der fünfzehnte Fall für August Häberle. Gmeiner-Verlag, Meßkirch 2015, ISBN 978-3-8392-1663-7.
- Todesstollen. Der sechzehnte Fall für August Häberle. Gmeiner-Verlag, Meßkirch 2016, ISBN 978-3-8392-1858-7.
- Traufgänger. Der siebzehnte Fall für August Häberle. Gmeiner-Verlag, Meßkirch 2017, ISBN 978-3-8392-2020-7. (Schauplatz Campus Galli)
- Nebelbrücke. Der achtzehnte Fall für August Häberle. Gmeiner-Verlag, Meßkirch 2018, ISBN 978-3-8392-2239-3.
- Blumenrausch. Der neunzehnte Fall für August Häberle. Gmeiner-Verlag, Meßkirch 2019, ISBN 978-3-8392-2364-2.
- Schlusswort. Der zwanzigste Fall für August Häberle. Gmeiner-Verlag, Meßkirch 2020, ISBN 978-3-8392-2590-5.
- Die Gentlemen-Gangster. Ein Fall des jungen August Häberle. Gmeiner Verlag, Meßkirch 2021, ISBN 978-3-8392-2815-9 (Dokumentation eines echten Verbrechens in Göppingen)
- Eine Minute nach zwölf. Eine Kriminalgeschichte um den Erhalt der Schöpfung. Gmeiner Verlag, Meßkirch, 2022, ISBN 978-3-8392-0118-3
- Albtraumhof. Ein Fall des pensionierten August Häberle. Gmeiner Verlag, Meßkirch, 2023, ISBN 978-3-8392-0450-4

### Hörbücher
- Schusslinie. Gekürzte Lesung von Kerstin Eckert, Gmeiner-Verlag, Meßkirch 2006, ISBN 978-3-89977-701-7.
- Beweislast. Gelesen von Julian Mehne, TechniSat Digital Radioropa Hörbuch, Daun 2007, ISBN 978-3-86667-744-9.
- Irrflug. Gelesen von Julian Mehne, TechniSat Digital Radioropa Hörbuch, Daun 2008, ISBN 978-3-86667-904-7.
- Trugschluss. Gelesen von Julian Mehne, TechniSat Digital Radioropa Hörbuch, Daun 2008, ISBN 978-3-86667-950-4.
- Kurzschluss. Gelesen von Stephan Schad, Jumbo Neue Medien & Verlag, Hamburg 2010, ISBN 978-3-8337-2659-0.

### Sachbücher
- Das Filstal auf und ab. 30 Rundwanderungen im Raum Geislingen-Göppingen zu markanten Aussichtspunkten und durch einsame Täler. Manuela Kinzel Verlag, Göppingen 2004, ISBN 3-934071-45-7.
- Feiertage im Jahreskreis. Manuela Kinzel Verlag, Göppingen 2005, ISBN 3-934071-67-8.
- Wandern rund um das Filstal und darüber hinaus. 30 Rundwanderungen im Raum Ulm-Esslingen. Manuela Kinzel Verlag, Göppingen 2006, ISBN 978-3-934071-99-5.
- Vor und auf der Alb. 30 Rundwanderungen im Bereich der östlichen Schwäbischen Alb, Stuttgart und am Federsee. Manuela Kinzel Verlag, Göppingen 2008, ISBN 978-3-937367-14-9.
- Rausfahren und wandern. 30 Rundwanderungen zwischen Neckar, Impf und Donautal. Manuela Kinzel Verlag, Göppingen 2014, ISBN 978-3-95544-013-8.
- Seelenvermächtnis. Gmeiner-Verlag, Meßkirch 2015, ISBN 978-3-8392-1782-5.
- Donau, Rems und Bodensee, 30 Rundwanderungen zu markanten oder verborgenen Orten. Manuela Kinzel Verlag, Göppingen 2018, ISBN 978-3-95544-088-6.
- Mit Volldampf auf die Alb. Book-on-Demand, Norderstedt, ISBN 978-3-7597-4400-5.
- Chronik Eybach! - 750 Jahre Ortsjubiläum. Book-on-Demand. Noderstedt, ISBN 978-3-7693-5017-3